# Voletiny
Voletiny (německy Wolta) jsou část okresního města Trutnov.

## Historie a popis
Původně samostatná ves, rozkládající se v údolí Voletinského potoka se nachází na severovýchodě Trutnova. Později, až v průmyslovém věku, vznikla v sousedním údolí říčky Ličné menší nová část pod názvem Nové Voletiny.
Prochází tudy silnice I/16 a železniční trať 043 do Královce. Ale železniční stanice ve Voletinách není, protože je nedaleko, v sousedním Poříčí. Po státní silnici jezdí příměstská autobusová linka a trutnovská MHD - linka č.5. V roce 2009 zde bylo evidováno 123 adres. V roce 2001 zde trvale žilo 398 obyvatel. Zástavba podél ulic Královecká a K Lesu, která se nachází severozápadně od Voletin v údolí Ličné, tvoří samostatnou osadu a označuje se Nové Voletiny, ačkoli její větší část katastrálně náleží k Libči. Voletiny a Nové Voletiny odděluje bezejmenné návrší, dříve zvané Mühlberg (tj. Mlýnský vrch) a na dnešních mapách označované pomístním jménem Na letišti.
Voletiny je také název katastrálního území o rozloze 4,18 km2.

## Památky a zajímavosti
- Kaple sv. Josefa připomínající svým vzhledem spíše malý kostel (některé zdroje ji také jako kostel uvádějí[6][7]) (ul. U Svatého Josefa). Pseudorománská stavba z roku 1898 postavená na místě starší kaple. Má čtvercový půdorys s 35 metrů vysokou hranolovou věží v ose východního průčelí, půlkruhovým presbytářem a jednolodního uspořádání. Mobiliář z konce 19. století. Celková rekonstrukce proběhla v letech 2004–2009, v březnu 2009 kostelík slavnostně znovu vysvětil biskup Josef Kajnek.
- Kaple sv. Václava postavená v roce 2016 místním podnikatelem Lubošm Burkoněm. Stojí v místě, kde cyklostezka a výletní cesta opouští domky obce a pokračuje dále do volné podkrkonošské krajiny.Kapli navrhl atelier Tsunami, byla nominována na stavbu roku 2016. Stěny jsou z pískovcového nepravidelného haklíkového zdiva z božanského pískovce, střechu tvoří dřevěné trámy a prkna. Před kaplí se nachází prostranství s posezením, příležitostně využívané pro bohoslužby.[8]
- Voletinský hřbitov rozprostírající se okolo kaple sv. Josefa, má na hřbitovních pomnících z přelomu let 1880-1910 v převaze různé květinové motivy, např. hned několikrát zobrazena makovice. (ul. U Svatého Josefa)
- Památník padlých v první světové válce byl postaven památce voletinských občanů vedle kaple sv. Josefa. Autorem je trutnovský sochař Emil Schwantner. (ul. U Svatého Josefa)
- Křížová cesta od roku 2006 se zrekonstruovanými a také s obnovenými pískovcovými sloupky, na kterých je kovový křížek a barevný obrázek, vede přes celou ves od silnice I/16 až k Vébrovce, k někdejší kapli sv. Anny u pramene. (ul. Mentzlova-Křížová cesta-K Vébrovce)
- Bouda Vébrovka stojí na hřebeni Zámeckého vrchu, za dob socialismu se jmenovala Čapkova chata, nyní Webrovka. (ul. K Vébrovce)
- Škola. Původně obecní škola, nyní speciální základní škola pro žáky se specifickými poruchami učení. (ul. Mentzlova)
- Boží muka byla městem zcela obnovena v roce 2004. Kříž byl zhotoven podle vzoru hřbitovního náhrobku z Voletin rodiny Kadlecových. Texty jsou opisem původních. Vzadu: Errichtet von Vincenz und Veronika Rudolf im Jahre 1891. Z boku jméno původního kameníka F. Špatenka Trautenau. (ul. U Božích muk)
- Kamenný kříž byl zhotoven donátorem z čp. 52 v r. 1898 kamenickou dílnou F. Špatenka Trautenau. Kříž byl po válce zřejmě kvůli německým nápisům poničen a zlomen, městem obnoven v roce 2003. (ul. Mentzlova)
- Tkalcovské muzeum „Dům pod jasanem“. Interaktivní muzeum připomínající slavnou tkalcovskou minulost Trutnova. Nabízí možnost vyzkoušet práci na dobových nástrojích, např. jak zpracovat len, vlnu, tkát a příst. Probíhá zde i výuka lidových řemesel a výtvarných technik nebo zvykoslovné akce.